# 金城郡
金城郡（きんじょう-ぐん）は、中国にかつて存在した郡。漢代から唐代にかけて、現在の甘粛省蘭州市と青海省西寧市および海東市にまたがる地域に設置された。

## 概要
紀元前86年（前漢の始元6年）、天水・隴西・張掖の3郡から2県ずつを取って、金城郡が置かれた。金城郡は涼州に属し、允吾・浩亹・令居・枝陽・允街・金城・楡中・枹罕・白石・河関・臨羌・破羌・安夷の13県を管轄した。
36年（後漢の建武12年）、金城郡は廃止され、隴西郡に編入された。37年（建武13年）、再び金城郡が設置された。110年（永初4年）、金城郡の郡治が襄武に移された。金城郡は允吾・浩亹・令居・枝陽・允街・金城・楡中・臨羌・破羌・安夷の10県を管轄した。建安年間に金城郡西部が西平郡として分割され、破羌（西都）・臨羌・安夷が分離した。
晋のとき、金城郡は楡中・允街・金城・白土・浩亹の5県を管轄した。
北魏のとき、金城郡は河州に属し、楡中・大夏の2県を管轄した。
583年（開皇3年）、隋が郡制を廃すると、金城郡は蘭州と改められ、蘭州総管府が置かれた。607年（大業3年）に州が廃止されて郡が置かれると、蘭州は金城郡と改称された。金城・狄道の2県を管轄した。
619年（武徳2年）、唐が薛仁杲を平定すると、金城郡は蘭州と改められた。625年（武徳8年）、蘭州都督府が置かれた。742年（天宝元年）、蘭州は金城郡と改称された。758年（乾元元年）、金城郡は蘭州と改称され、金城郡の呼称は姿を消した。